# Dasyhelea korfoensis
Dasyhelea korfoensis är en tvåvingeart som beskrevs av Remm 1993. Dasyhelea korfoensis ingår i släktet Dasyhelea och familjen svidknott. Inga underarter finns listade i Catalogue of Life.